# Кальпурнії
Кальпу́рнії (лат. Calpurnii) — рід Стародавнього Риму, який начебто вів своє походження від Кальпа лат. Calpus, третього з чотирьох синів другого царя Стародавнього Риму Нуми Помпілія. Хоча мав плебейське походження. Представники роду відмічені в історії під час Першої Пунічної війни. Першим консулом в роді був Гай Кальпурній Пізон. Найвідоміший та найвпливовіший клон цього роду Пізони (лат. Calpurnii Pisones. Представники роду створили закони «Lex Calpurnia de Repetundis» (149 рік до н. е.) та «Lex Acilia Calpurnia» (67 рік до н. е.). Основними преноменами роду були Луцій, Гай, Гней і Марк.

## Найвідоміші представники роду
- Марк Кальпурній Фламма (лат. Marcus Calpurnius Flamma) — військовий трибун 258 року до н. е. під час Першої Пунічної війни.
- Гай Кальпурній Пізон (лат. Gaius Calpurnius Piso) — консул 180 року до н. е.
- Гней Кальпурній Пізон (лат. Gnaeus Calpurnius Piso) — консул 7 року до н. е.
- Марк Кальпурній Пізон (лат. Marcus Calpurnius Piso) — політичний діяч часів ранньої Римської імперії
- Луцій Кальпурній Бестія — консул 111 року до н. е.
- Кальпурнія — матрона часів Римської республіки.
- Марк Кальпурній Бібул — консул 59 року до н. е.
- Секст Кальпурній Агрікола — консул-суффект 154 року.
- Тит Кальпурній Сікул — давньоримський поет часів ранньої Римської імперії.